# Kepuhrejo (Kudu)
Kepuhrejo is een bestuurslaag in het regentschap Jombang van de provincie Oost-Java, Indonesië. Kepuhrejo telt 3050 inwoners (volkstelling 2010).